# Говденко Георгій Гнатович
Георгій Гнатович Говденко (18 (31).01.1909, Голики, Подільська губернія — 22.03.1983, Київ)- директор Софійського музею у повоєнний період (1944—1949 роки), директор Київських науково-реставраційних майстерень. Чоловік скульптора та реставратора Маріоніли Говденко.

## Життєпис
У 1931 році закінчив Київський лісотехнічний інститут, у 1937 — Київський інженерно-будівельний інститут. З 1937 року працював у Софійському музеї. До 1941 року був старшим науковим співробітнико, заступником директора з наукової роботи, головним архітектором. У 1944—1949 роках — директор Софійського архітектурно-історичного музею.
У 1949—1972 роках — директор Київських науково-реставраційних майстерень. Паралельно викладав історію архітектури в Київському художньому інституті.
Проекти:
- Агробіологічний павільйон у Хрещатому саду (Київ, 1936)
- Гуртожиток на вул. Сирецька, № 12 (Київ, 1939)
- Ковальський і механічний цехи заводу № 237 (Ташкент, 1944).

У 1944 році працював в українському філіалі Академії Архітектури СРСР (згодом Академія Архітектури УРСР).